# Чиенги
Чиенги (англ. Chiengi) — город на севере Замбии. Расположен в провинции Луапула, на северо-восточном побережье озера Мверу, на границе с ДРК, на высоте 1149 м над уровнем моря. Административный центр одноимённого округа, население которого по данным на 2000 год составляет 83 824 человека. Основу экономики составляет рыболовство. Город находится на западной оконечности национального парка Мверу-Вантипа.
Соединён грунтовой дорогой с городом Нчеленге на южном берегу озера Мверу (около 100 км). Грунтовая дорога продолжается также к северу от города и идёт в конголезский Пвето.